# Royal Exchange
Il Royal Exchange nella City of London venne fondato nel 1565 da Sir Thomas Gresham come centro per il commercio della città. Il terreno venne concesso dalla City of London Corporation e dalla Worshipful Company of Mercers ed aveva una forma triangolare data dalla convergenza di Cornhill con Threadneedle Street. Il progetto venne ispirato dalla borsa di Anversa che Gresham aveva visto nel corso dei suoi viaggi.
Il Royal Exchange venne inaugurato dalla regina Elisabetta I che insignì il palazzo del titolo Reale il 23 gennaio 1571.
L'immobile originale venne distrutto dal grande incendio di Londra nel 1666. Sullo stesso luogo venne ricostruito un nuovo immobile che venne inaugurato nel 1669 e che venne anch'esso distrutto dal fuoco nel gennaio del 1838.

Durante il XVII secolo, gli operatori di borsa non erano ammessi all'interno dell'edificio a causa delle loro rudi maniere e dovevano operare in altri locali siti nelle vicinanze.

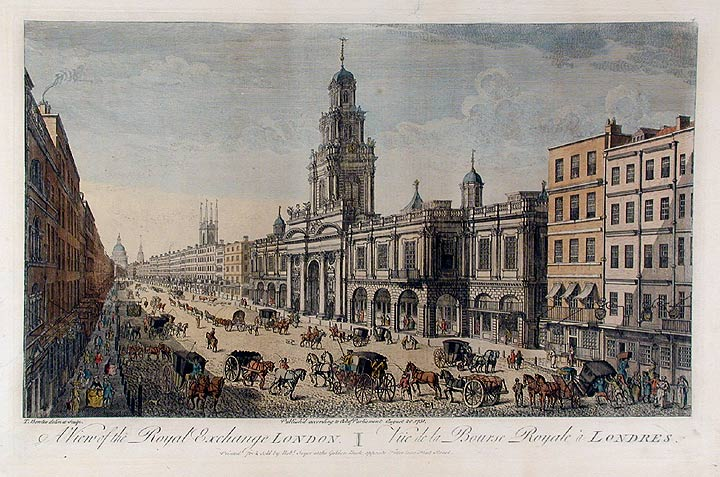
Il secondo Royal Exchange nel 1751.

Il terzo edificio venne ricostruito sullo stesso luogo e realizzato sulla falsariga del primo. Esso aveva una forma rettangolare con un cortile al centro nel quale avvenivano le contrattazioni. Questo edificio che è l'attuale Royal Exchange, venne inaugurato dalla regina Vittoria il 28 ottobre 1844, anche se entrò in funzione soltanto il 1º gennaio 1845.
Il Royal Exchange cessò di essere il centro del commercio nel 1939, anche se per un certo periodo negli anni ottanta, ospitò il London International Financial Futures Exchange, LIFFE.
Oggi è stato trasformato in un lussuoso centro commerciale in cui si trovano le più eleganti boutique di Londra come Hermès, Molton Brown, Paul Smith, Haines & Bonner, Sartoria dei Duchi - Atri, Tiffany e Jo Malone.